# Фантастическая девушка
«Фантастическая девушка» (англ. Out of This World, досл.: «Не из этого мира») — американский сериал в жанре фэнтези и ситуационная комедия о девочке-подростке, что была наполовину инопланетянкой, благодаря чему обладала магическими способностями. Впервые начал транслироваться с 17 сентября 1987 года до 25 мая 1991. Транслировался с русскоязычным дубляжем на российских телеканалах СТС, Муз-ТВ и украинском ICTV в 90-х годах.
По причине того, что уже первый сезон вызвал в основном отрицательную критику, то сериал продержался ещё три сезона и закончился клиффхэнгером.

## Сюжет
Главная героиня Иви Этель Гарланд — молодая девушка, узнавшая на тринадцатый день рождения, что её отец Трой живёт на планете Антарес созвездия Скорпиона. Иви унаследовала от отца магические сверхспособности. Сюжет большинства серий основан на решении проблем, порождённых необдуманным использованием этих способностей. Об инопланетном происхождении Иви знает только она и её семья; во многих сериях показаны попытки скрыть это от других. В заключительной серии Трой прибыл к ним в гости на восемнадцатилетие Иви, и её мать по ошибке оказалась на Антаресе, когда нажала кнопку будки телепорта.

## Действующие лица
- Иви Этель Гарланд (Морин Флениган) — главная героиня, наполовину инопланетянка, живущая с матерью в городе Марлоу штата Калифорния (вымышленный аналог города Кармел-бай-те-Си того же штата), в доме с видом на море. Она единственный ребёнок в семье, учится в возглавляемой матерью школе для одарённых детей, получая хорошие оценки. Мать всегда говорила Иви, что её отец служит секретным агентом, но в тринадцатый день рождения у неё проявились суперспособности; и мать призналась, что он с другой планеты. Первая проявившаяся способность Иви — останавливать время на всей планете, сводя вместе указательные пальцы; это позволяет ей изменять ход земных событий, маневрируя собой или другими по желанию. Когда она сводила вместе ладони, восстанавливался естественный ход времени. Прикасаясь к другим людям при замороженном времени, она могла их поодиночке «размораживать». Позже у неё развилась способность к материализации, что позволяло ей создавать объекты силой мысли. В некоторых сериях она демонстрировала превращение, телепортацию, перемещение во времени, клонирование, смену возраста, чтение мыслей. Её отец описывает её как «идеального ребёнка: любящего; заботливого; с теми же потребностями, что и у большинства подростков». Сериал следует за Иви через её юношеские годы, от тринадцатого дня рождения в первой серии до восемнадцатого в последней. Хотя Иви была главной героиней, Морин Фленниган во вступительных титрах оглашалась последней.
- Донна Фроэлих-Гарланд (Донна Пескоу) — мать Иви. Описанная мужем как «амбициозная работающая мать с карьерой», Донна руководит школой для одаренных детей, которую посещает Иви. Позже она основывает свою собственную кейтеринговую компанию «Donna’s Delights». К концу третьего сезона Донна становится мэром Марлоу. Очень заботится о своей дочери, часто к недовольству Иви, которая хотела бы быть более независимой. Донна и её братья Бино и Мик — единственные постоянные персонажи сериала, которые знают секрет Иви.
- Трой Гарланд (Берт Рейнольдс, только голос) — отец Иви, человекообразный инопланетянин со множеством сверхспособностей, обитающий на Антаресе. Служит астронавтом на своей планете. Трой встретил Донну, когда его космический корабль потерпел крушение на Земле в конце 1960-х или начале 1970-х годов. Эти двое влюбились и поженились в 1971 году; два года спустя Донна родила Иви. Через год Троя отозвали для участия в войне с рептилоидами, которая свирепствовала на Антаресе. С тех пор он иногда посещает Землю. Поддерживает голосовую связь с дочерью через специальное устройство, в сериале называемое «куб». Способности его почти безграничны; даже со своей планеты он может контролировать многое на Земле — от компьютеров до погоды. Трой может давать или отнимать силы у Иви (как показано во второй серии); и хорошо осведомлён о земных событиях. В начальных титрах он редко изображён физически, а если появляется, его лицо затемняется (например, с помощью хирургической маски или теней). В шестнадцатилетие Иви прибыл на Землю в виде робота. В последней серии показан как чёрный силуэт со звёздами галактики.
- Бино Фроэлих (1987—1990) (Джо Аляски) — брат Донны, живущий с ними по соседству. У Бино большой аппетит, и он руководит диетической клиникой, известной как «Талия в весе», которая позже переименована в его честь. Один из немногих персонажей, знающий секрет Иви. Последний раз появляется в 12 серии 4 сезона.
- Кайл Эплгейт (Даг МакКлюр) — бывший телевизионный актёр, в первых трёх сезонах — мэр Марлоу. Добрый друг семьи. но как мэр наказывает даже за самые мелкие проступки. Будучи эгоцентричным и тщеславным, Кайл слабоумный и легковерный, часто совершенно не замечающий «сверхъестественных» выходок Иви. Он цепляется за свою прежнюю телевизионную славу как звезда «Москитного человека» и многих давно забытых вестернов. К концу третьего сезона Кайл назначен начальником полиции Донной, которая вступила на должность мэра после него.
- Баз (Баз Бельмондо) — Менеджер диетической клиники Бино и один из самых эксцентричных персонажей в городе. Обычно появляется один раз за серию, демонстрируя шутки, часто связанные с его костюмом. Он говорит с неизвестным акцентом и склонен к странному поведению. Донна иногда обращается к нему за помощью, чаще всего не сожалея об этом.
- Линдси Селкирк (Кристина Нигра) — Лучшая подруга Иви. Они проводят много времени вместе, выпивая молочные коктейли в местном кафе. Линдси является доверенным лицом Иви, когда дело доходит до мальчиков и проблем, не связанных со сверхспособностями.
- Крис Фуллер (Стив Бёртон) — Серфингист, ученик старшей школы, который позже поступает в колледж Марлоу. Был впервые представлен как новый ученик и хороший баскетболист в 5-й серии 1-го сезона. Стал парнем Иви, хотя они больше похожи на брата и сестру; иногда они даже встречаются с другими. В четвёртом сезоне Крис говорит, что Иви была и всегда будет его девушкой.
- Куигли Хэндлман (Карл Стивен) (1987—1988) — Одноклассник Иви.
- Фил (Джон Рорк) (1987—1988) — Весёлый мастер, работающий в доме семьи Гарланд в течение первого сезона. Постоянно шпионит за делами семьи; Донна, Иви и Бино постоянно борются, чтобы не дать Филу заподозрить инопланетное наследие Иви.
- Джеффри Каммингс (Тони Крэйн) (1990) — Одноклассник Иви и Линдси, который учится в старших классах. Невероятно красивый. Встречается с Иви, и она вынуждена лавировать между отношениями с Джеффри и Крисом.
- Питер (1990—1991) (Питер Питовский) — Официант в кафе, появившийся в первой серии четвёртого сезона. Неуклюжий и глупый. Постоянно попадает в комические ситуации, когда Иви и Линдси заходят в кафе. У него есть склонность к неправильной интерпретации заказов людей, и иногда даже забывает свое собственное имя. Позже выясняется, что Питер — военный разведчик из Антареса, память которого об инопланетном происхождении была стёрта после того, как он решил остаться на Земле.
- Мик Фроэлих (1990—1991) (Том Нолан) — Брат Донны, введённый в 7 серии 4 сезона вместо Бино. Бывший рок-музыкант.

### Куб
Иви могла общаться с Троем через антарианский телефон, известный в сериале как «куб», который он подарил ей на тринадцатилетие в первой серии. Иви и Донна обычно держали куб дома вне поля зрения (часто в спальне Иви), иногда говоря людям, что это украшение или говорящие часы.
Чаще всего использовался для разговоров в реальном времени, но также позволял оставлять голосовые сообщения на автоответчик. На «кубе» отсутствуют элементы управления. Иви достаточно просто позвать отца. «Куб» активируется, когда он отвечает, и отключается, когда «кладёт трубку». Когда куб активирован, верхняя его половина открывается на шарнире с пульсирующим пурпурным светом внутри, с «пространственным» звуковым эффектом. Окружающее освещение в комнате также обычно тускнеет. Трой мог демонстрировать сверхспособности, передавая через «куб» лучи магической энергии.
Первоначально, хотя каждый мог слышать Троя через куб, Иви была единственной, кого Трой мог слышать, поскольку куб был описан как «генетический». В первой серии второго сезона Иви загадала на день рождения желание, чтобы Трой мог через «куб» слышать и Донну, и оно сбылось. Неизвестно, может ли остальная часть семьи также поговорить с Троем, но были и другие инопланетяне, которых Трой мог слышать через куб, как это было показано в 5-й серии 4-го сезона (антарианец был отправлен на Землю, чтобы защитить Иви и Донну, и он мог говорить с Троем через «куб»).

### Эпизодические роли
В сериале участвовали несколько знаменитостей, которые появлялись в сериале на эпизодических эпизодах, а иногда и сами.
- Энн Миллер
- Норман Фелл (психиатр Иви доктор Хозер, «Ночные кошмары Иви», 3-я серия 1-й сезон, 1987)
- Скотт Карпентер (в роли самого себя, «Иви и молодые астронавты», 7-я серия 1-й сезон, 1987)
- Чарльз Нельсон Рейли (в роли самого себя, «Дуэль мэров», 9-я серия 1-й сезон, 1987)
- Бетси Палмер (мать Донны, 12-я серия 1-й сезон, 1987)
- Том Босли (отец Троя, «Угадай, кто придёт на Землю», 32-я серия 2-го сезона, 1988 и «Вокруг света за 80 минут», 57-я серия 3-й сезон , 1989)
- Джейми Фарр («Отправляйся на запад, молодой мэр», 1988)
- Ричард Кил (Норман, «Отправляйся на запад, молодой мэр», 1988)
- Скотт Байо (который также снял несколько эпизодов), камео, «Принцесса Иви», 30-я серия, 2-й сезон (1988) и «Иви идёт за золотом», 55-я серия 3-го сезона (1989)
- Лайл Альзадо (Пока, мистер Крис", 72-я серия 3-й сезон, 1990)
- Мистер Ти («Новый малыш на Блоке», 73-я серия, 4-й сезон, 1990)
- Сьюзан Энтон («Лучшие друзья», 78-я серия, 4-й сезон, 1990)
- Тиффани Дарвиш (79-я серия, 4-й сезон, 1990)
- Кэтлин Фримен (Мисс Огилви, учитель Иви, «Обучение Кайла», 95-я серия, 4-й сезон, 1991)

## Серии

### Сезон 1 (1987—1988)
| № общий | № в сезоне | Название                         | Режиссёр      | Автор сценария                                 | Дата премьеры     |
| --- | ---------- | -------------------------------- | ------------- | ---------------------------------------------- | ----------------- |
| 1 | 1          | «Тринадцатый день рождения Иви»  | Боб Клавер    | Джон Бони                                      | сентябрь 17, 1987 |
| На тринадцатый день рождения Иви у неё появилась способность останавливать время. Она не знала ещё об этом. Под влиянием подсознательного желания, она свела вместе указательные пальца, после чего и люди в доме, и всё, что было за пределами дома, замерло. Не понимая, что произошло, Иви дотронулось до неподвижной матери, после чего она опять "ожила". Донна призналась дочери, что её отец не секретный агент, как она говорила раньше, а инопланетный астронавт из Антареса. Раскрыв подарок, что Трой оставил дочери, они обнаружили так-называемый "куб" — устройство, с помощью которого антарианцы могли поддерживать голосовую связь. Так состоялся первый контакт Иви с отцом. Донна и другие люди также могли слышать голос Троя, но Трой мог слышать только Иви. Время удалось "разморозить", когда ей подсознательно захотелось свести вместе ладони. |            |                                  |               |                                                |                   |
| 2 | 2          | «Игры с силой»                   | Джек Регас    | Боб Букер                                      | сентябрь 24, 1987 |
| На следующий день после тринадцатого дня рождения Иви стала баловаться с остановкой времени, а также использовать её в обманных целях (подсмотреть на уроке правильный ответ, выиграть бейсбольный матч). Потом она обнаружила, что способность пропала. Отец объяснил Иви, что забрал у неё дар на неделю в наказание за злоупотребление. |            |                                  |               |                                                |                   |
| 3 | 3          | «Ночные кошмары Иви»             | Боб Клавер    | Джон Бони                                      | октябрь 1, 1987   |
| Иви постоянно стал сниться один и тот же кошмарный сон, в котором она видеть себя взрослую, ставшую чудовищем. Донна даже водит её к психиатру, которому они открывают всю правду о её происхождении. В конце серии ей таки удаётся преодолеть страх и отправить пугающее её чудовище в нокаут, после чего кошмары прекратились. |            |                                  |               |                                                |                   |
| 4 | 4          | «До тех пор»                     | Боб Клавер    | Эйприл Келли & Дэвид Хаккель                   | октябрь 8, 1987   |
| Донна чувствует себя пренебрежённой дочерью из-за того, что Иви проводит много времени с отцом. |            |                                  |               |                                                |                   |
| 5 | 5          | «Иви, получи свой баскетбол»     | Джек Регас    | Патрисия Ниедзиалек & Сесиль Алч               | октябрь 15, 1987  |
| На тренировке по баскетболу Иви заключила пари с одноклассником, что обыграет его друга Криса, но когда впервые его увидела, то влюбилась и вследствие этого проиграла. Чтобы найти повод для встречи с Крисом, Иви вызвала его на матч-реванш с условием, что если она выиграет, Крис отведёт её в кино. На этот раз она выиграла, но Крис отказался выполнить свои обязательства. К концу серии он всё-таки извинился и пригласил её на свидание. |            |                                  |               |                                                |                   |
| 6 | 6          | «У каждого Бино есть свой день»  | Боб Клавер    | Ричард Альбрехт & Кейси Келлер                 | октябрь 22, 1987  |
| 7 | 7          | «Иви и молодые астронавты»       | Джек Регас    | Дэвид Хаккель & Эйприл Келли                   | октябрь 29, 1987  |
| 8 | 8          | «Мамочка пятидесятых»            | Боб Клавер    | Лора Ливайн                                    | ноябрь 5, 1987    |
| 9 | 9          | «Дуэль мэров»                    | Боб Клавер    | Дэвид Хаккель & Эйприл Кейли                   | ноябрь 12, 1987   |
| 10 | 10         | «Говорящий малыш»                | Расс Петранто | Майк Скалли                                    | ноябрь 19, 1987   |
| 11 | 11         | «Новая диетическая клиника Бино» | Селиг Фрэнк   | Джон Бони                                      | ноябрь 26, 1987   |
| 12 | 12         | «Uh, Ох... А вот и мама»         | Джек Регас    | Джордж Триккер & Нил Роузен                    | декабрь 3, 1987   |
| 13 | 13         | «Годовщина»                      | Боб Клавер    | Том Браунер                                    | январь 21, 1988   |
| 14 | 14         | «Говорить правду»                | Боб Клавер    | Фрэнк Мула                                     | январь 28, 1988   |
| 15 | 15         | «Друзья по переписке»            | Боб Клавер    | Фрэнк Мула                                     | февраль 4, 1988   |
| 16 | 16         | «Бродвей Дэнни Дерек»            | Боб Клавер    | Джордж Триккер & Нил Роузен                    | февраль 11, 1988  |
| 17 | 17         | «Человек-москит. Кинофильм»      | Боб Клавер    | Майк Скалли                                    | февраль 18, 1988  |
| 18 | 18         | «Русские идут»                   | Боб Клавер    | Джон Бони                                      | февраль 25, 1988  |
| 19 | 19         | «Папа»                           | Боб Клавер    | Дэвид Хаккель & Эйприл Келли                   | апрель 21, 1988   |
| 20 | 20         | «Болезнь»                        | Расс Петранто | Дональд Джордан                                | апрель 28, 1988   |
| 21 | 21         | «Коробка отсутствует»            | Майкл Димич   | Дэвид Хаккел & Эйприл Кейли                    | май 5, 1988       |
| 22 | 22         | «Сумасшедший парень»             | Боб Клавер    | Эд МакКати                                     | май 12, 1988      |
| 23 | 23         | «Три лица Иви»                   | Боб Клавер    | Дэвид Хаккель & Эйприл Келли                   | май 19, 1988      |
| 24 | 24         | «У меня есть секрет»             | Боб Клавер    | Тепеверсия: Роберт Шехтер Рассказ: Том Браунер | май 26, 1988      |

### Сезон 2 (1988—1989)
| № общий | № в сезоне | Название                                | Режиссёр    | Автор сценария                 | Дата премьеры    |
| ------- | ---------- | --------------------------------------- | ----------- | ------------------------------ | ---------------- |
| 25      | 1          | «Желание Иви на день рождения»          | Боб Клавер  | Боб Букер                      | октябрь 9, 1988  |
| 26      | 2          | «Взрыв из прошлого»                     | Боб Клавер  | Майк Скалли                    | октябрь 16, 1988 |
| 27      | 3          | «Карьерный хруст»                       | Боб Клавер  | Фрэнк Мула                     | октябрь 23, 1988 |
| 28      | 4          | «Должен ли старый знакомый быть забыт?» | Боб Клавер  | Томми Томпсон                  | октябрь 30, 1988 |
| 29      | 5          | «Первый поцелуй Иви»                    | Неизвестно  | Неизвестно                     | ноябрь 6, 1988   |
| 30      | 6          | «Принцесса Иви»                         | Неизвестно  | Неизвестно                     | ноябрь 13, 1988  |
| 31      | 7          | «Бывшая любовь»                         | Неизвестно  | Неизвестно                     | ноябрь 20, 1988  |
| 32      | 8          | «Guess Кто прилетел на Землю»           | Боб Клавер  | Боб Букер                      | ноябрь 27, 1988  |
| 33      | 9          | «Ковбой Кайл, человек из гранита»       | Скотт Байо  | Лора Ливайн                    | декабрь 4, 1988  |
| 34      | 10         | «Близкие контакты ботаников»            | Фрэнк Селиг | Майк Лайонс & Кимберли Уэллс   | декабрь 11, 1988 |
| 35      | 11         | «Невероятный Ханк»                      | Фрэнк Селиг | Диана Айерс & Сьюзэн Себастьян | декабрь 18, 1988 |
| 36      | 12         | «Ученический суд»                       | Боб Клавер  | Брайан Скалли & Томми Томпсон  | январь 28, 1989  |
| 37      | 13         | «Два отца Иви»                          | Неизвестно  | Неизвестно                     | февраль 4, 1989  |
| 38      | 14         | «Секрет успеха Иви»                     | Боб Клавер  | Роберт Каплен                  | февраль 11, 1989 |
| 39      | 15         | «Честная Иви»                           | Неизвестно  | Неизвестно                     | февраль 18, 1989 |
| 40      | 16         | «Иви едет в Голливуд»                   | Неизвестно  | Неизвестно                     | февраль 25, 1989 |
| 41      | 17         | «Две Иви»                               | Джек Регас  | Брайан Скалли                  | март 4, 1989     |
| 42      | 18         | «Бесполезное влечение»                  | Боб Клавер  | Лора Ливайн                    | март 11, 1989    |
| 43      | 19         | «Бино малыш»                            | Скотт Байо  | Памела Уик & Сьюзан Кридленд   | апрель 29, 1989  |
| 44      | 20         | «Королевы дня»                          | Боб Клавер  | Томми Томпсон & Брайан Скалли  | май 6, 1989      |
| 45      | 21         | «Удивительная Иви»                      | Боб Клавер  | Лора Ливайн                    | май 13, 1989     |
| 46      | 22         | «Чей это дом, в конце-концов?»          | Боб Клавер  | Майк Скалли                    | май 20, 1989     |
| 47      | 23         | «Резвый бизнес»                         | Боб Клавер  | Лора Ливайн                    | май 27, 1989     |
| 48      | 24         | «Звёздный пёс»                          | Боб Клавер  | Боб Букер                      | июнь 3, 1989     |

### Сезон 3 (1989—1990)
| № общий | № в сезоне | Название                           | Режиссёр    | Автор сценария                                             | Дата премьеры    |
| ------- | ---------- | ---------------------------------- | ----------- | ---------------------------------------------------------- | ---------------- |
| 49      | 1          | «Сладкие 16 Иви»                   | Боб Клавер  | Боб Букер                                                  | октябрь 7, 1989  |
| 50      | 2          | «Золушка Иви»                      | Боб Клавер  | Лора Ливайн                                                | октябрь 14, 1989 |
| 51      | 3          | «Принеси мне голову Донны Гарланд» | Неизвестно  | Неизвестно                                                 | октябрь 21, 1989 |
| 52      | 4          | «Лягушачий день в городе Марлоу»   | Неизвестно  | Неизвестно                                                 | октябрь 28, 1989 |
| 53      | 5          | «Ивигейст»                         | Боб Клавер  | Роберт Шечтер                                              | ноябрь 4, 1989   |
| 54      | 6          | «Водительские права Иви»           | Боб Клавер  | Майк Скалли                                                | ноябрь 11, 1989  |
| 55      | 7          | «Иви идёт за золотом»              | Неизвестно  | Неизвестно                                                 | ноябрь 18, 1989  |
| 56      | 8          | «Волосы сегодня, ушли завтра»      | Боб Клавер  | Лора Ливайн                                                | ноябрь 25, 1989  |
| 57      | 9          | «Вокруг света за 80 минут»         | Боб Клавер  | Неизвестно                                                 | декабрь 2, 1989  |
| 58      | 10         | «Это жестокий мир»                 | Боб Клавер  | Томми Томпсон                                              | декабрь 9, 1989  |
| 59      | 11         | «Иви Стиви»                        | Селиг Фрэнк | Дженис Пиерони & Брюс Тейхер                               | декабрь 16, 1989 |
| 60      | 12         | «Скалы, которые не могли катиться» | Selig Frank | телеверсия: Майк Скалли рассказ: Джули Такер & Майк Скалли |                  |
| 61      | 13         | «Один на миллион»                  | Боб Клавер  | Саймон Мантер                                              | февраль 3, 1990  |
| 62      | 14         | «Четверо мужчин и ребёнок»         | Скотт Байо  | Боб Букер                                                  | февраль 10, 1990 |
| 63      | 15         | «Двойная проблема Иви»             | Боб Клавер  | Келли Монтейт & Боб Букер                                  | февраль 17, 1990 |
| 64      | 16         | «Сад Иви»                          | Боб Клавер  | Алан Московиц                                              | февраль 24, 1990 |
| 65      | 17         | «Волшебное прикосновение Иви»      | Боб Клавер  | Гейл Хонигберг                                             | март 3, 1990     |
| 66      | 18         | «Ковбой Кайл, человек из гранита»  | Скотт Байо  | Лора Ливайн                                                | апрель 28, 1990  |
| 67      | 19         | «Тайный поклонник Иви»             | Неизвестно  | Неизвестно                                                 | май 5, 1990      |
| 68      | 20         | «Ящерица любви Иви»                | Боб Клавер  | Джули Такер                                                | май 12, 1990     |
| 69      | 21         | «Бриллианты лучшие друзья Иви»     | Боб Клавер  | Лора Ливайн                                                | май 19, 1990     |
| 70      | 22         | «Добрый, нежный мэр»               | Боб Клавер  | Брайан Скалли                                              | май 26, 1990     |
| 71      | 23         | «Моя мама мошенник»                | Боб Клавер  | Майк Скалли                                                | июнь 2, 1990     |
| 72      | 24         | «Пока, мистер Крис»                | Неизвестно  | Неизвестно                                                 | июнь 9, 1990     |

### Сезон 4 (1990—1991)
| № общий | № в сезоне | Название                                             | Режиссёр     | Автор сценария | Дата премьеры    |
| ------- | ---------- | ---------------------------------------------------- | ------------ | -------------- | ---------------- |
| 73      | 1          | «Новый малыш в блоке»                                | Скотт Байо   | Майк Скалли    | октябрь 6, 1990  |
| 74      | 2          | «Моя маленькая Иви»                                  | Боб Клавер   | Джордж Янок    | октябрь 13, 1990 |
| 75      | 3          | «Забудь свои проблемы»                               | Джеффри Ганц | Брайан Скалли  | октябрь 20, 1990 |
| 76      | 4          | «Мысли это ужасная вещь для чтения»                  | Неизвестно   | Неизвестно     | октябрь 27, 1990 |
| 77      | 5          | «Ангел-хранитель Иви»                                | Боб Клавер   | Боб Букер      | ноябрь 3, 1990   |
| 78      | 6          | «Лучшие друзья»                                      | Скотт Байо   | Лора Ливайн    | ноябрь 10, 1990  |
| 79      | 7          | «Я хочу на ТВ»                                       | Неизвестно   | Неизвестно     | ноябрь 17, 1990  |
| 80      | 8          | «Прилетай с Иви»                                     | Неизвестно   | Неизвестно     | ноябрь 17, 1990  |
| 81      | 9          | «Просторные»                                         | Неизвестно   | Неизвестно     | декабрь 1, 1990  |
| 82      | 10         | «Тревога Иви»                                        | Скотт Байо   | Лора Ливайн    | декабрь 8, 1990  |
| 83      | 11         | «Ложная тревога Иви»                                 | Неизвестно   | Неизвестно     | январь 19, 1991  |
| 84      | 12         | «Порок Марлоу»                                       | Неизвестно   | Неизвестно     | январь 26, 1991  |
| 85      | 13         | «Латинское прикосновение Иви»                        | Скотт Байо   | Джордж Янок    | февраль 2, 1991  |
| 86      | 14         | «Моя мама и почему я её люблю»                       | Неизвестно   | Неизвестно     | февраль 9, 1991  |
| 87      | 15         | «Ангелы чёрта»                                       | Неизвестно   | Неизвестно     | февраль 16, 1991 |
| 88      | 16         | «Вы бы купили подержанный автомобиль у этого парня?» | Неизвестно   | Неизвестно     | февраль 23, 1991 |
| 89      | 17         | «Иви соловей»                                        | Скотт Байо   | Лора Ливайн    | март 2, 1991     |
| 90      | 18         | «Всё про Иви»                                        | Неизвестно   | Неизвестно     | март 9, 1991     |
| 91      | 19         | «Мэр Иви»                                            | Неизвестно   | Неизвестно     | март 16, 1991    |
| 92      | 20         | «Пень твоего соседа»                                 | Неизвестно   | Неизвестно     | апрель 27, 1991  |
| 93      | 21         | «Три обещания Иви»                                   | Сэлиг Фрэнк  | Алан Московиц  | май 4, 1991      |
| 94      | 22         | «Слишком поздно для Иви»                             | Неизвестно   | Неизвестно     | май 11, 1991     |
| 95      | 23         | «Образование Кайла»                                  | Неизвестно   | Неизвестно     | май 18, 1991     |
| 96      | 24         | «Иви 18»                                             | Неизвестно   | Неизвестно     | май 25, 1991     |

## Вступительные титры
Вступительные титры к сериалу включали кадры спецэффектов из сериала 1979—1981 гг. Бак Роджерс в XXV веке. Во время титров играет песня «Swinging on a Star» в исполнении Бинга Кроссби.

## Трансляции за пределами США
Под оригинальным названием Out of This World (не от мира сего) впервые транслировался в Великобритании на канале ITV с 9 апреля 1990 до 1995.
- Сериал впервые был показан во Франции с 10 сентября 1988 года под названиемe «Loin de ce monde» — Вдали от этого мира.
- В Германии переименован на «Mein Vater ist ein Außerirdischer» — Мой отец инопланетянин.
- В Италии переименован на «Cose Dell’Altro Mondo» — Вещи, принадлежащие другому миру.
- В Испании вышел под названием «De otro mundo» — Из другого мира.
- В России и в русскоязычном дубляже на Украине транслировался под названием «Фантастическая Девушка». Выходил на российских телеканалах СТС, Муз-ТВ и украинском ICTV.
- В Латинской Америке выходил под названием «Fuera de este Mundo» — Не от мира сего.

Транслировался на многих телеканалах Ближнего Востока, а также на Телеканале 2 Саудовской Аравии с арабскими субтитрами.
Также транслировался в Канаде на канале Торонто CFMT (теперь Omni Television),
в Новой Зеландии на Television New Zealand .

## Критика
Обсуждая Out of This World, Роджер Фултон заявил, что «как и во многих юношеских американских комедийных сериалах, сериал был коротким на смех и долгим на морализаторстве». Книга «Телевидение без жалости» содержала обзор «Out of This World», который описал его как «вполне возможно, худший комедийный сериал, когда-либо сделанный, полный провал на каждом уровне». Обзор продолжал критиковать сценарии, действия и производство, и неблагоприятно сравнивал «Out of This World» с «Сабрина — маленькая ведьма». Сайт «The Awl» назвал «Out of This World» «возможно, худший ситком за всю историю или, по крайней мере, самый худший ситком 80-х».

## Оригинальные носители
DVD с 35 сериями сезонов 1 и 2 были реализованы в Германии 8 ноября 2011 года. Набор из 6 дисков имеет продолжительность 875 минут, но включает не все эпизоды из-за прав на музыку.

## Другие медиа
- Был спародирован в мультсериале Робоцып в серии «Выполнено в Штатах».

В пародии Иви спрашивает мальчика, который любит её, она останавливает время и смотрит на его штаны, предположительно, чтобы проверить размер его члена, после чего сказала «Ух, пас.» (За этим следует закадровый смех, типичный для ситкомов той эпохи.) Затем Иви уходит, оставив время замороженным.
- В «Universal Kong Studios» очередной новостной репортаж прерывается рекламой «Out of This World», а внизу экрана сообщение гражданской обороны, предупреждающее, что Кинг-Конг находится поблизости, и гражданские лица должны оставаться в помещении и не пользоваться общественным транспортом до дальнейшего уведомления.